# Dolina Sucha Tomanowa

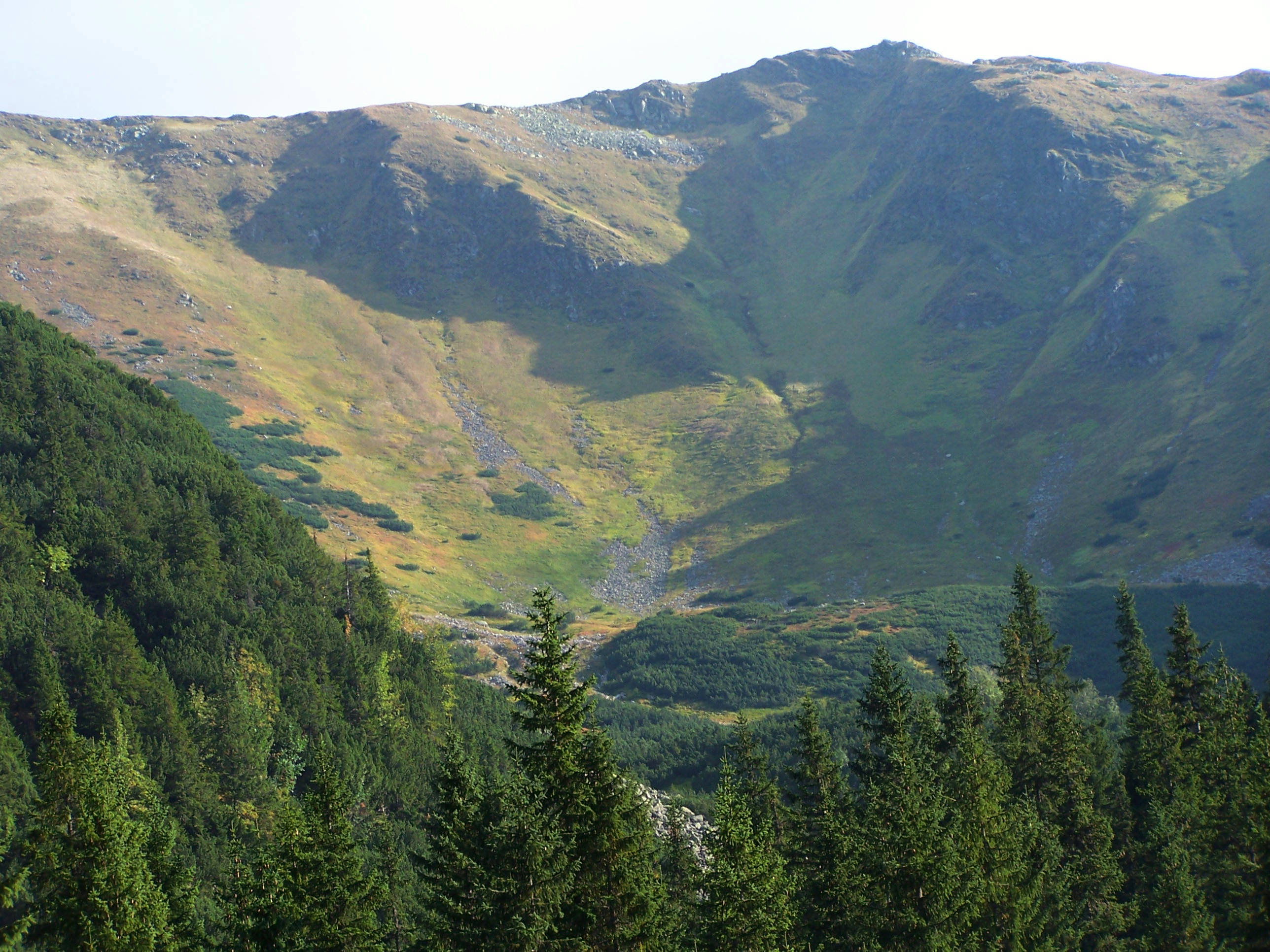
Dolina Sucha Tomanowa

Dolina Sucha Tomanowa – odgałęzienie Doliny Tomanowej w Tatrach Zachodnich, pomiędzy grzbietami Zadniego Smreczyńskiego Grzbietu (od zachodu) oraz zboczami Tomanowego Wierchu Polskiego i Suchego Wierchu Tomanowego (od wschodu).
Dolina położona jest na wysokości ok. 1350–1600 m n.p.m. Znajduje się w niej suchy kocioł lodowcowy, którego dno zawalone wielkimi głazami porośnięte jest w większości kosodrzewiną, od dołu zatarasowane moreną czołową o stromych stokach. Jest suche, odwadniane podziemnymi szczelinami. Teren niedostępny turystycznie (ścisły rezerwat przyrody), dobrze widoczny jest z Wyżniej Polany Tomanowej.
Dawniej dolina była wypasana, należała do Hali Tomanowej.